# 쿼츠 (그래픽스 계층)
쿼츠(Quartz)는 macOS에 쓰이는 그래픽 기술의 일부로서, 코어 그래픽스 프레임워크인 쿼츠 2D, 쿼츠 컴포지터의 일부이다. 코어 그래픽스와 합성 엔진에서 2차원 렌더링을 지원하며 명령을 그래픽 카드로 보낸다. 쿼츠는 "코어 그래픽스"와 동의어로 사용되기도 한다.
더 일반적인 용어로서 "쿼츠", "쿼츠 기술"이라는 용어는 거의 모든 부분의 OS X 그래픽 모델에서 컴포지터의 렌더링 계층에 이를 수 있다. 이러한 용도에서 이 용어는 코어 이미지와 코어 비디오도 아우르는데 그 이유는 이 용어가 애플이 제공하는 다양한 그래픽 기술에 적용되기 때문이다:
- 쿼츠 2D
- 쿼츠 익스트림
- 쿼츠GL
- 쿼츠 2D 익스트림
- 쿼츠 컴포지터
- 쿼츠 코어 프레임워크
- 쿼츠 디스플레이 서비스
- 쿼츠 이벤트 서비스
- 쿼츠 프레임워크

## 쿼츠 2D, 쿼츠 컴포지터
쿼츠 2D는 주로 2차원 텍스트와 그래픽 렌더링 라이브러리를 가리킨다. 실행 중에 렌더링 및 앤티에일리어싱을 거쳐 2차원 그래픽스를 표현하여 사용자 인터페이스를 만들어냄으로써 아쿠아를 직접적으로 지원한다. 쿼츠는 하부 픽셀 정밀도로 문자열을 렌더링한다. 그래픽은 기본 동작 모드인, 더 전통적인 앤티에일리어싱에 제한되지만 이 기능을 끌 수 있다. OS X v10.4에서 애플은 쿼츠 2D 익스트림을 도입하였는데, 쿼츠 2D가 지원 GPU를 렌더링할 수 있게 한다. OS X 10.4에서 쿼츠 2D 익스트림은 기본으로 비활성화되어 있는데 비디오 다시 그리기나 커널 패닉 문제를 일으킬 수 있기 때문이다. OS X  v10.5에서 쿼츠 2D 익스트림은 쿼츠GL로 이름이 바뀌었다. 그러나 이 기능은 여전히 비활성화되어 있는데 일부 상황에서 성능 저하를 일으키거나 비주얼 글리치를 발생할 수 있기 때문이다. 개발자가 원하면 이 기능은 응용 프로그램 별도 켜고 끌 수 있다.
쿼츠 컴포지터는 쿼츠 2D 및 기타 렌더러(오픈GL, 코어 이미지, 퀵타임 따위)가 사용하는 합성 엔진이다. OS X v10.2 이후로 쿼츠 컴포지터는 지원 그래픽 카드의 프로세서(GPU)를 이용하여 합성 성능을 개선한다. 이 기술은 쿼츠 익스트림으로도 알려져 있으며 지원 그래픽 카드와 함께 시스템에서 자동으로 활성화된다.

## PDF의 이용
쿼츠의 초기 개발자 문서에 따르면 쿼츠는 PDF를 이용한다고 명시되어 있다. 쿼츠의 내부 이미징 모델은 PDF 오브젝트 그래프와 관련하여 PDF를 여러 장치에 쉽게 출력할 수 있게 하고 있다.

## 같이 보기
- 다이렉트엑스
- 오픈GL

## 참조
1. 1 2  “Apple - Developer - Graphics & Imaging Overview”. 2007년 2월 12일에 확인함.
2. ↑  “Apple - Developer - Graphics & Imaging Reference”. 2009년 7월 19일에 원본 문서에서 보존된 문서. 2007년 4월 17일에 확인함.
3. ↑  “Apple - Developer - Quartz Programming Guide for QuickDraw Developers:  Drawing Destinations”. 2007년 2월 12일에 확인함.
4. ↑  “Apple - Info - Docs - About the Mac OS X 10.4.3 Update (Delta)”. 2007년 10월 16일에 원본 문서에서 보존된 문서. 2007년 9월 20일에 확인함.
5. ↑  “Mac OS X DP4 Inside Quartz”. 2011년 9월 7일에 확인함.
6. ↑  Paquette, Mike. “Why Apple didn't use X for the window system”. 2006년 12월 23일에 확인함.